# Niederdürenbach

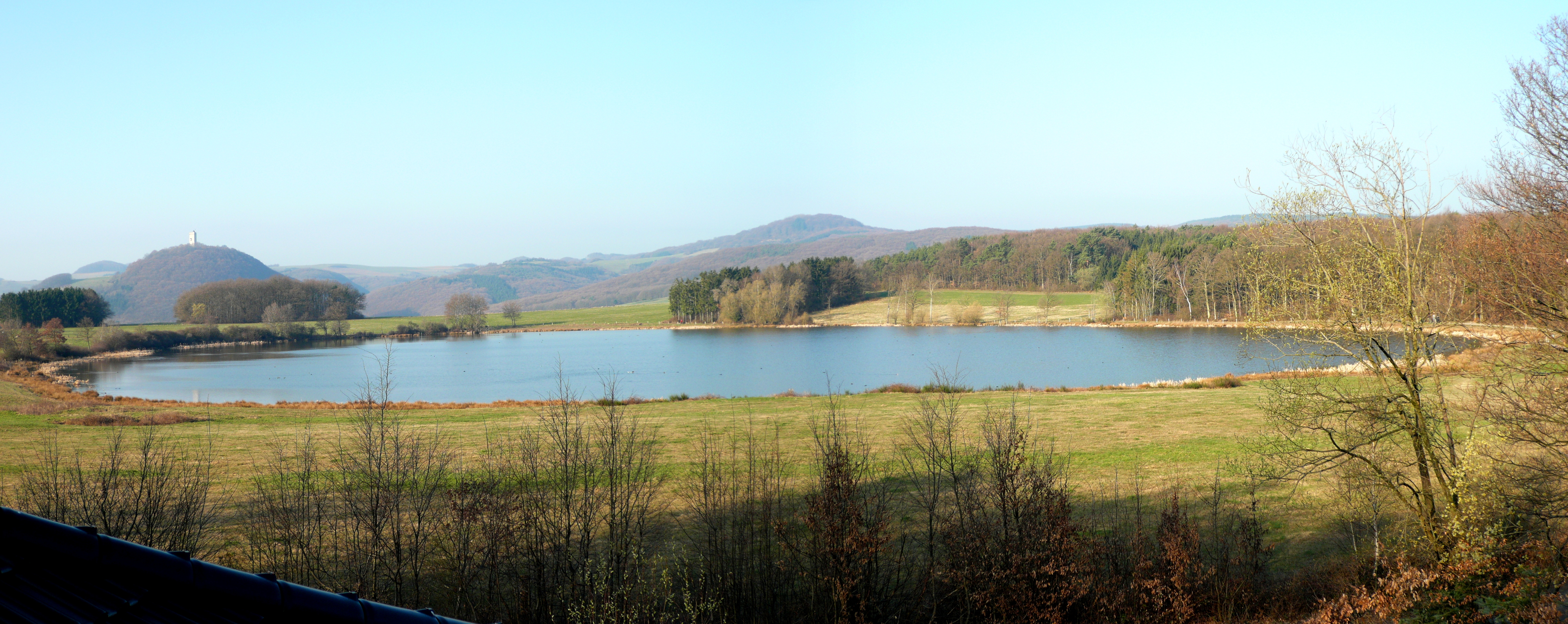
Rodder Maar bei Niederdürenbach

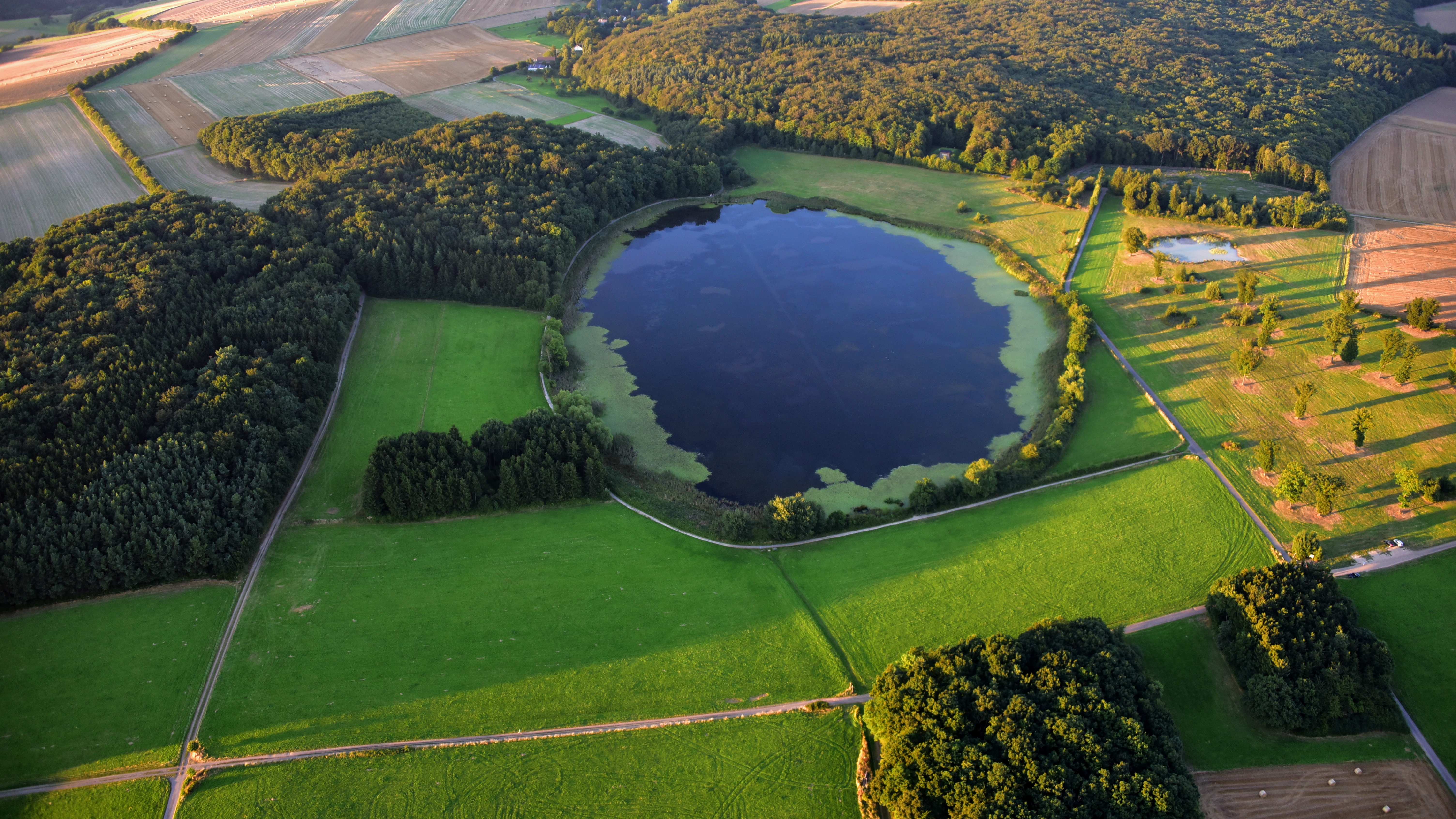
Rodder Maar, Luftaufnahme (2016)

Niederdürenbach in der Eifel ist eine Ortsgemeinde im Landkreis Ahrweiler in Rheinland-Pfalz. Sie gehört der Verbandsgemeinde Brohltal an, die ihren Verwaltungssitz in Niederzissen hat.

## Geographie
Die Gemeinde liegt in der Osteifel im Landschaftsschutzgebiet „Rhein-Ahr-Eifel“. Sie gliedert sich in den Hauptort Niederdürenbach und die Ortsteile Hain und Holzwiesen. Zu Niederdürenbach gehört auch der am Brohlbach liegende Wohnplatz Lochmühle.

## Geschichte
Niederdürenbach gehörte bis Ende des 18. Jahrhunderts zur Reichsherrschaft Olbrück.
Im Jahr 1794 hatten französische Revolutionstruppen das Linke Rheinufer besetzt. Unter der französischen Verwaltung gehörte Niederdürenbach zur Mairie Königsfeld im Kanton Wehr, der dem Arrondissement Bonn und dem Rhein-Mosel-Departement zugeordnet war. Nach den auf dem Wiener Kongress geschlossenen Verträgen kam die Region, damit auch Niederdürenbach, 1815 zum Königreich Preußen. Unter der preußischen Verwaltung gehörte Niederdürenbach von 1816 an zur Bürgermeisterei Königsfeld im Kreis Ahrweiler, der Teil des Regierungsbezirks Coblenz und von 1822 an der Rheinprovinz war.
Seit 1946 gehört die Gemeinde zum Land Rheinland-Pfalz und seit 1969 der Verbandsgemeinde Brohltal an.
Am 1. Januar 1979 wurde der Ortsteil Rodder mit 121 Einwohnern nach Niederzissen umgemeindet.
Bevölkerungsentwicklung
Die Entwicklung der Einwohnerzahl von Niederdürenbach bezogen auf das heutige Gemeindegebiet; die Werte von 1871 bis 1987 beruhen auf Volkszählungen:
| Jahr | Einwohner |
| ---- | --------- |
| 1815 | 407       |
| 1835 | 465       |
| 1871 | 423       |
| 1905 | 421       |
| 1939 | 559       |
| 1950 | 622       |
| 1961 | 701       |

| Jahr | Einwohner |
| ---- | --------- |
| 1970 | 792       |
| 1987 | 892       |
| 1997 | 973       |
| 2005 | 1.009     |
| 2011 | 987       |
| 2017 | 946       |
| 2023 | 972       |

## Politik

### Bürgermeister
Sebastian Schmitt wurde am 12. August 2019 Ortsbürgermeister von Niederdürenbach.
Er wurde im Juni 2024 wiedergewählt.
Schmitts Vorgänger als Ortsbürgermeister, August Henn, hatte das Amt 15 Jahre ausgeübt, war 2019 aber nicht erneut angetreten.

## Sehenswürdigkeiten
Sehenswert sind die Segensteine aus Phonolith-Tuff (siehe Segenstein Niederdürenbach),  die St. Wendelinuskapelle in Hain von 1730, der Sauerbrunnen am Feuerwehrhaus und die Burg Olbrück, erbaut um 1050.
Ungefähr einen Kilometer nördlich des Ortes liegt das Rodder Maar, ein flacher See, dessen vulkanische Herkunft bisher nicht nachgewiesen werden konnte.
Siehe auch: Liste der Kulturdenkmäler in Niederdürenbach

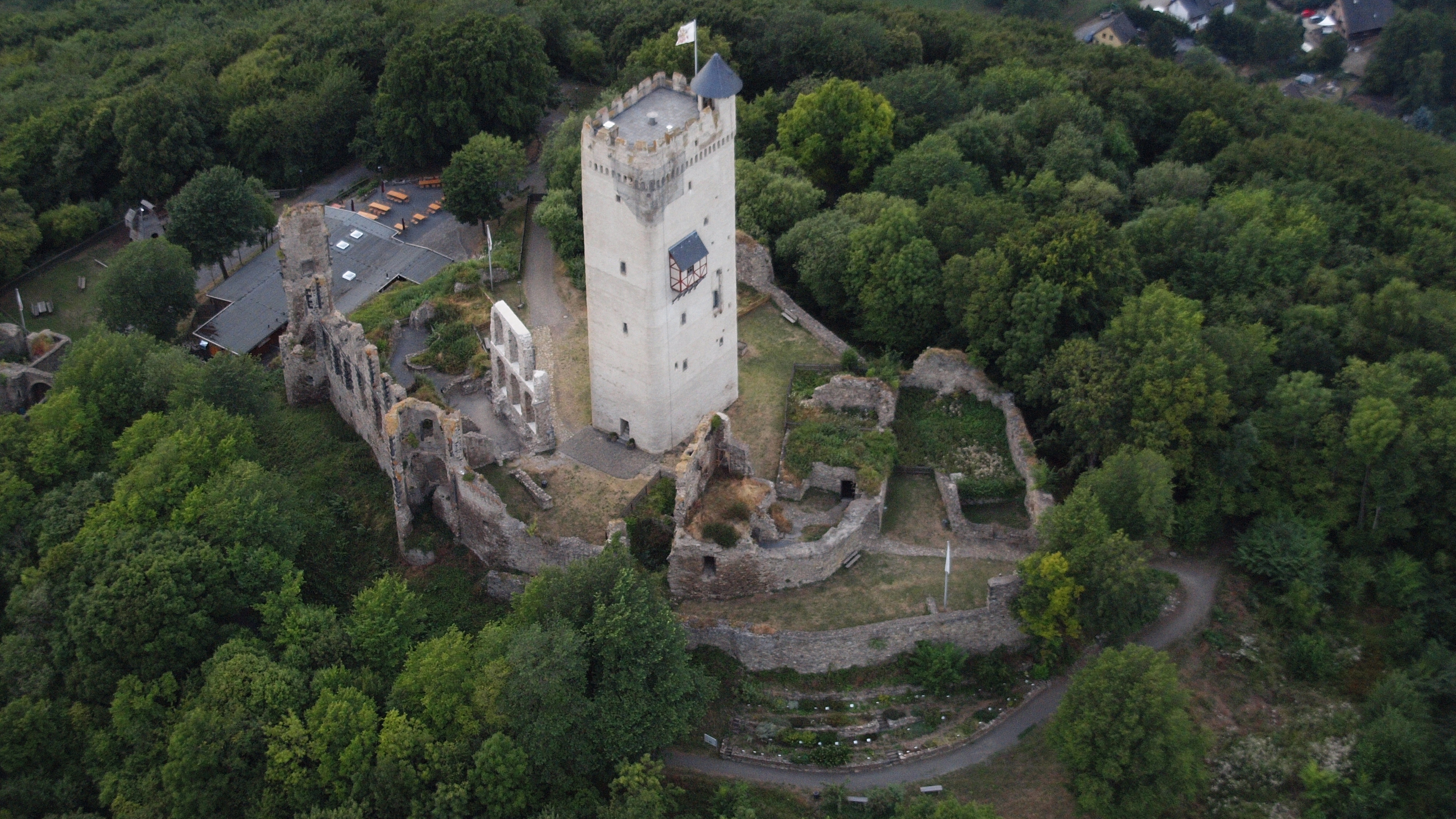
Burg Olbrück

## Persönlichkeiten
- Das finnisch-deutsche Künstlerpaar Goller-Masalin lebte bis Anfang 2013 im Ortsteil Holzwiesen. Eine Skulpturengruppe ihres internationalen Kunstprojekts Kansa für Frieden, Menschenrechte und Umweltbewusstsein steht in der Ortsgemeinde Brohltalstraße/Rodderweg.[9]